# Marco Di Costanzo
Marco Di Costanzo (født 9. juni 1992 i Napoli, Italien) er en italiensk roer.
Di Costanzo vandt, som makker til Giovanni Abagnale, bronze i toer uden styrmand ved OL 2016 i Rio de Janeiro. Italienerne blev i finalen besejret af newzealænderne Eric Murray og Hamish Bond, der vandt guld, og af Lawrence Brittain og Shaun Keeling fra Sydafrika fik sølv.
Di Costanzo vandt desuden VM-guld i firer uden styrmand ved VM 2015 i Frankrig, og EM-guld i samme disciplin ved EM 2017 i Tjekkiet.

## OL-medaljer
- 2016:  Bronze i toer uden styrmand
- 2020:  Bronze i firer uden styrmand